# Skeletons (Wednesday 13)
Skeletons è il terzo album da solista del musicista statunitense Wednesday 13. Commercializzato in USA il 29 aprile 2008 dalla Frontiers Records, è stato pubblicato in Europa il 12 maggio 2008 per conto della DR2 Records, facente parte della Demolition Records. È considerato l'album dalle tonalità più oscure e pesanti della carriera solista di Wednesday 13; il cantante parla dell'Album descrivendolo come quello che meglio da un'idea della sua vita privata e della sua depressione.

## Tracce
1. Scream Baby Scream – 4:01
2. Not Another Teenage Anthem – 3:54
3. Gimmie Gimmie Bloodshed – 2:23
4. From Here to the Hearse – 3:45
5. Put Your Death Mask on – 3:54
6. Skeletons – 4:53
7. My Demise – 4:10
8. With Friends Like These – 3:04
9. No Rabbit in the Hat – 3:14
10. All American Massacre – 3:11
11. Dead Carolina – 3:52

## Formazione
- Wednesday 13 - voce
- Nate Manor - basso
- J-Sin Trioxin - chitarra
- Acey Slade - chitarra
- Jonny Chops - batteria